# 阿瓜里科河

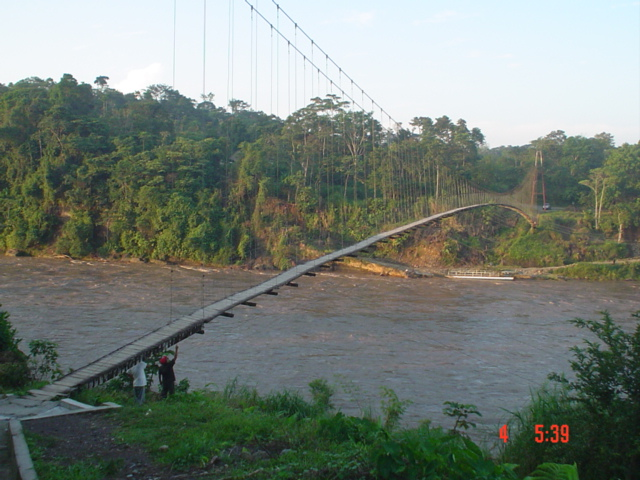
阿瓜里科河

阿瓜里科河（西班牙語：Río Aguarico）是南美洲的河流，屬於納波河的支流，位於厄瓜多爾東北面，河道全長390公里，流經蘇崑比奧斯省、奧雷亞納省和秘魯洛雷託大區。
0°22′S 75°41′W / 0.36°S 75.69°W